# Салікс (Пенсільванія)
Салікс (англ. Salix) — переписна місцевість (CDP) в США, в окрузі Кембрія штату Пенсільванія. Населення — 1043 особи (2020).

## Географія
Салікс розташований за координатами 40°17′19″ пн. ш. 78°46′0″ зх. д. / 40.28861° пн. ш. 78.76667° зх. д. (40.288604, -78.766645).  За даними Бюро перепису населення США в 2010 році переписна місцевість мала площу 2,51 км², уся площа — суходіл.

## Демографія
Згідно з переписом 2010 року, у переписній місцевості мешкало 1149 осіб у 475 домогосподарствах у складі 362 родин. Густота населення становила 458 осіб/км².  Було 496 помешкань (198/км²).
Расовий склад населення:
| - 99,1 % — білих - 0,3 % — чорних або афроамериканців - 0,1 % — азіатів |

До двох чи більше рас належало 0,5 %. Частка іспаномовних становила 0,3 % від усіх жителів.
За віковим діапазоном населення розподілялося таким чином: 21,4 % — особи молодші 18 років, 65,4 % — особи у віці 18—64 років, 13,2 % — особи у віці 65 років та старші. Медіана віку мешканця становила 42,8 року. На 100 осіб жіночої статі у переписній місцевості припадало 88,1 чоловіків;  на 100 жінок у віці від 18 років та старших — 90,5 чоловіків також старших 18 років.
Середній дохід на одне домашнє господарство  становив 66 343 долари США (медіана — 54 138), а середній дохід на одну сім'ю — 79 218 доларів (медіана — 75 385). Медіана доходів становила 50 596 доларів для чоловіків та 42 500 доларів для жінок. За межею бідності перебувало 8,5 % осіб, у тому числі 0,0 % дітей у віці до 18 років та 0,0 % осіб у віці 65 років та старших.
Цивільне працевлаштоване населення становило 578 осіб. Основні галузі зайнятості: роздрібна торгівля — 28,5 %, освіта, охорона здоров'я та соціальна допомога — 18,9 %, виробництво — 14,5 %, публічна адміністрація — 10,7 %.